# Madonnenfinger
Unter Madonnenfingern versteht man ein Krankheitssymptom, das durch sehr schmale Finger gekennzeichnet ist. Der Name wurde hergeleitet von Statuen der Maria, die oft mit sehr schmalen Fingern dargestellt wird.

## Auftreten
Bei der progressiven systemischen Sklerodermie kommt hinzu, dass die Haut wachsartig hart wird und die Finger dadurch in typischer gekrümmter starrer Haltung sind (Sklerodaktylie, Akrosklerose). Dies ist oft verbunden mit schmerzhaften Kuppennekrosen und Kalzinosen. Die Nagelhäutchen können sklerosiert und schmerzempfindlich sein, die Finger durch Akroosteolysen verkürzt.
Beim Marfan-Syndrom kommt es ebenfalls zu langen verschmälerten Fingern (Arachnodaktylie, Madonnenhände).

## Therapie
In erster Linie wird die Grunderkrankung behandelt. Die Symptome lassen sich durch Schutz vor Kälte und fettende Pflege lindern. Die manuellen Fähigkeiten können durch Bewegungstherapie erhalten werden.